# Amblyolpium franzi
Amblyolpium franzi är en spindeldjursart som beskrevs av Beier 1970. Amblyolpium franzi ingår i släktet Amblyolpium och familjen Garypinidae. Inga underarter finns listade i Catalogue of Life.